# Clathria toxipraedita
Clathria toxipraedita är en svampdjursart som beskrevs av Topsent 1913. Clathria toxipraedita ingår i släktet Clathria och familjen Microcionidae. Inga underarter finns listade i Catalogue of Life.